# چاله تورفان
چاله تورفان (انگلیسی: Turpan Depression) یا گودال تورفان یک فرورفتگی گسلی است که در جنوب شهر و واحه تورفان در منطقه خودمختار سین‌کیانگ در غرب چین و ۱۵۰ کیلومتری جنوب‌شرقی اورومچی که مرکز این منطقه خودمختار است، قرار دارد. دریاچه آیدینگ که با ارتفاع ۱۵۴− متر دومین یا سومین چاله پایین‌تر از سطح دریا در دنیاست نیز در این فرورفتگی جای دارد. بر پایهٔ برخی اندازه‌گیری‌ها، این چاله در تابستان، گرم‌ترین و خشک‌ترین نقطهٔ چین است.